# Vi del Rosselló

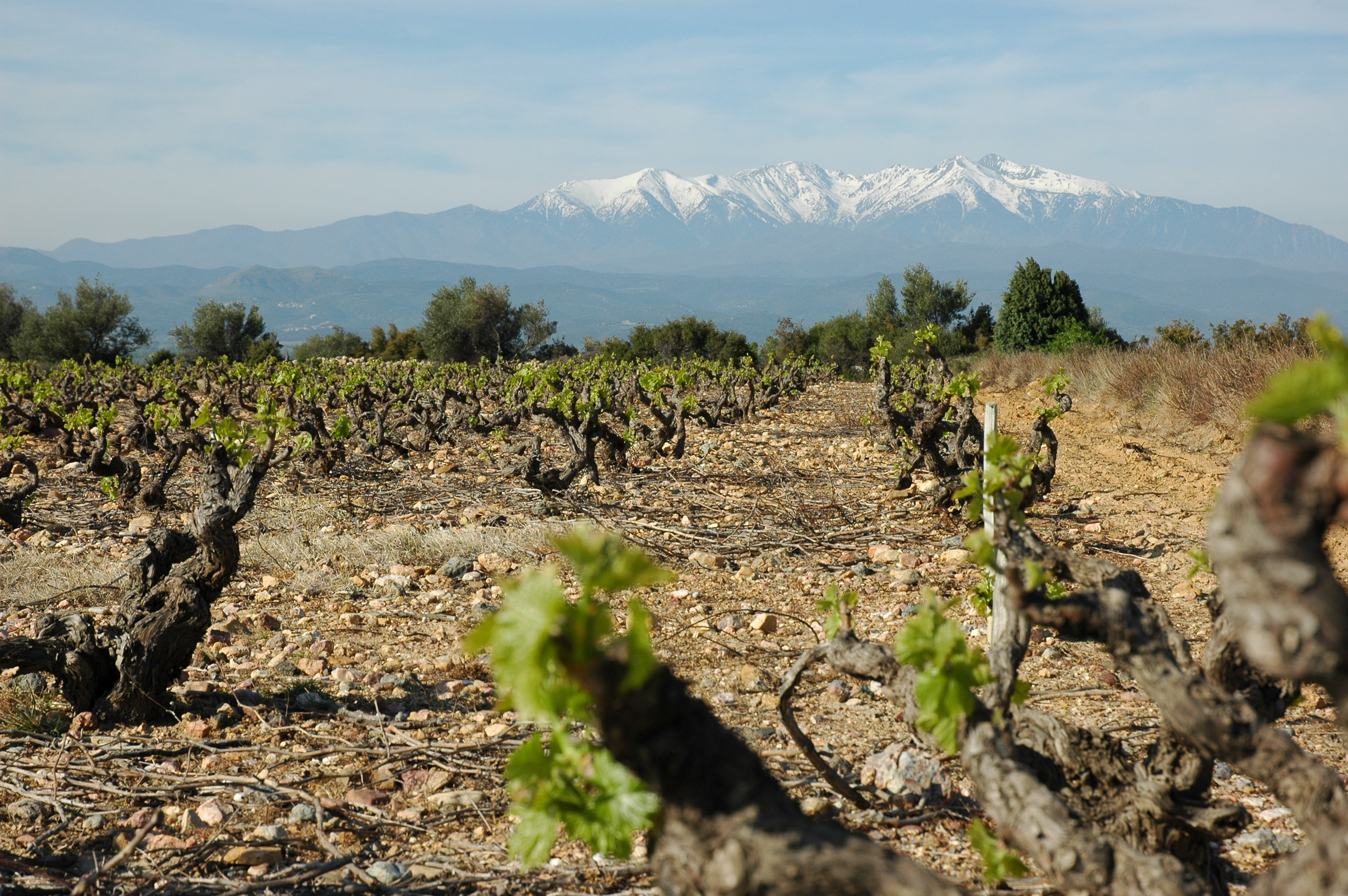
Vinyes a Ribesaltes amb el Canigó al fons

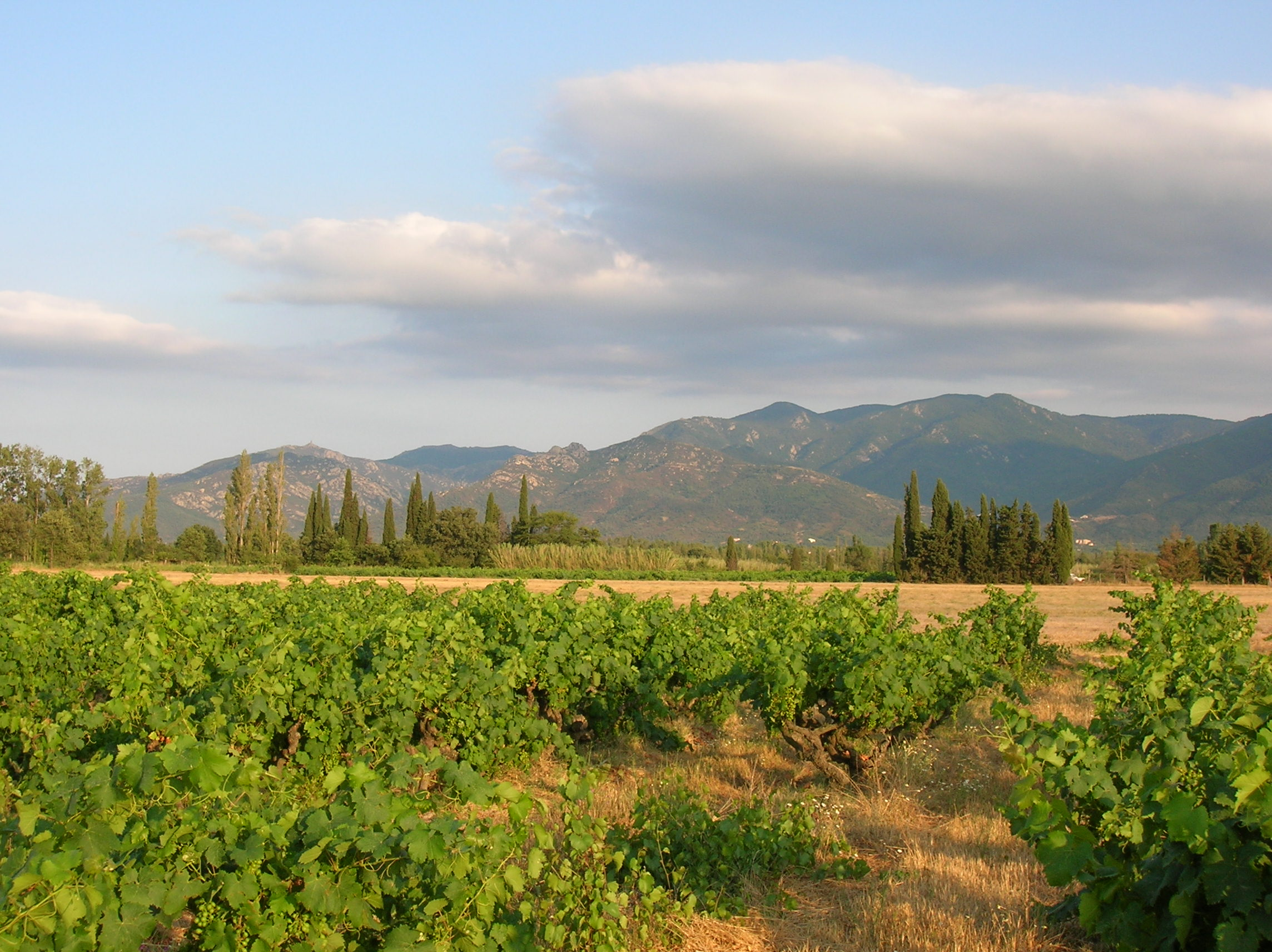
Vinyes a Sant Genís de Fontanes, al peu de l'Albera

La vinya i el vi del Rosselló constitueixen una regió vinícola amb uns trets marcats i coneguts des de l'Antiguitat. El raïm es destina gairebé tot a la producció de vi, sobretot de vi de qualitat sota denominacions d'origen controlades, destacant l'alta producció de vi dolç natural amb el 90% de la producció total de França.
El vinyar de la Catalunya del Nord es concentra al Rosselló, però s'estén també als baixos relleus de la Fenolleda, el Conflent i el Vallespir, entre les Corberes al nord, la serra de l'Albera al sud, els Aspres a l'oest i el mar a l'est. Històricament, geogràficament i climàtic, està relacionat amb el vi de Catalunya, sobretot amb el vinyar de l'Empordà. La denominació de garnatxa de l'Empordà s'havia utilitzat també pels vins dolços del Rosselló, anomenats vins d'Espanya a França. Per raons administratives es relaciona sovint amb la regió més àmplia del Llenguadoc-Rosselló, però els vins només són comparables amb els de l'altra banda de les Corberes, a la zona oriental del departament de l'Aude.
Aproximadament la meitat de la producció agrícola consisteix en viticultura. La producció mitjana de vi és d'1.350.000 hectolitres l'any repartits en: 11% de vins de taula, 37% de vins del país, 28% de vins secs amb la denominació d'origen i 24% de vins dolços naturals.

## Història
La vinya del Rosselló va ser plantada pels grecs al segle viii aC. Sota la influència d'Empúries es beneficiava del comerç marítim amb Marsella. Possiblement la mítica ciutat de Pyrene, que no ha estat identificada exactament, es trobava a la Marenda.
Amb la colonització romana es va desenvolupar el comerç del vi a la Gàl·lia Narbonesa al llarg de la via Domícia i al voltant dels dos nuclis urbans més importants: Ruscino (precedent de Perpinyà) i Illiberis (Elna). Segons Plini el Vell, ja es feien vins licorosos de moscatell (Uva Apiana) amb mel i plantes aromàtiques. La competició amb la vinya italiana va provocar que l'emperador Domicià ordenés l'any 92 arrencar la meitat de les vinyes de la Narbonesa, mesura que no va tenir gaires efectes.
Després de les invasions bàrbares, la vinya va renéixer al segle ix al voltant dels monestirs i abadies. La vinya va ser plantada en els vessants, reservant les terres de planura pel conreu dels cereals. L'abadia d'Elna va impulsar el vi de Ribesaltes i els templers, que tenien la seu a Trullars, van marcar la viticultura de la Marenda i l'Albera construint murs de pedra seca i una xarxa de canalització dels torrents i rieres utilitzant el sistema dit el "peu de gall".
Durant el Regne Privatiu de Mallorca (1276-1349), es va desenvolupar el comerç des de Perpinyà cap a la resta del Principat, i a través de la senyoria de Montpeller cap a Itàlia, França i Flandes. El 1299, Jaume II de Mallorca va prohibir la importació per terra o per mar de cap vi estranger per protegir el vi del Rosselló.
El vi generós del Rosselló es produïa a l'època assecant el raïm al sol, per sobremaduració del raïm o afegint-hi mel. Al voltant de l'any 1300 el metge valencià Arnau de Vilanova, que havia estat amb els templers de Trullars i a la Universitat de Montpeller, va definir el principi del vi mut amb el maridatge del vi i de l'aiguardent o esperit de vi. Es va aplicar la recepta per la producció del vi dolç natural, ja que permetia la conservació i l'exportació de l'abundant producció de l'època.
Al segle xvii, després del Tractat dels Pirineus i de la construcció del canal del Migdia (1680), es va reorientar el comerç entrant en competència amb els vins de Bordeus. El moscat de Ribesaltes és conegut com un dels millors vins de licor d'Europa.
A partir de 1882, més tard que a la resta de França però abans que a la resta de Catalunya, la fil·loxera va destruir les vinyes. La demanda de vins lleugers destinats al cupatge o als vins de taula de les grans ciutats va provocar la replantació de ceps molt productius però de poca qualitat. Aquesta gran producció feia que durant la verema es produís un gran moviment de temporers, inicialment de l'Empordà i més tard del País Valencià
La crisi de superproducció va acabar amb una revolta social el 1907. L'esdeveniment es fa fer famós, ja que els soldats es van negar a complir les ordres de disparar contra els manifestants. Substituït el regiment d'infanteria, el balanç final va ser de sis morts. Després de la crisi va començar el moviment cooperativista, formant-se les primeres cooperatives a Bompàs, Estagell i Espirà de l'Aglí (1907).
Durant el segle xx progressivament s'han anat substituint els ceps més productius reorientant-se cap a la qualitat. El 1936 els vins dolços naturals de Banyuls i de Maurí van ser els primers a ser controlats i protegits per les noves denominacions d'origen AOC. El 1977 van passar a la categoria AOC els Costers del Rosselló i Costers del Rosselló Vilatges.

## Geografia

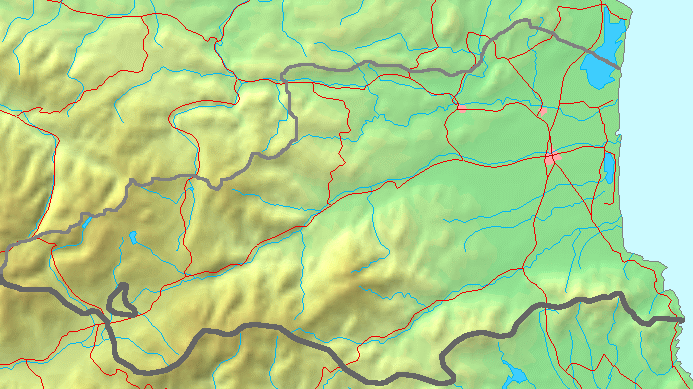
Geografia de la Catalunya del Nord

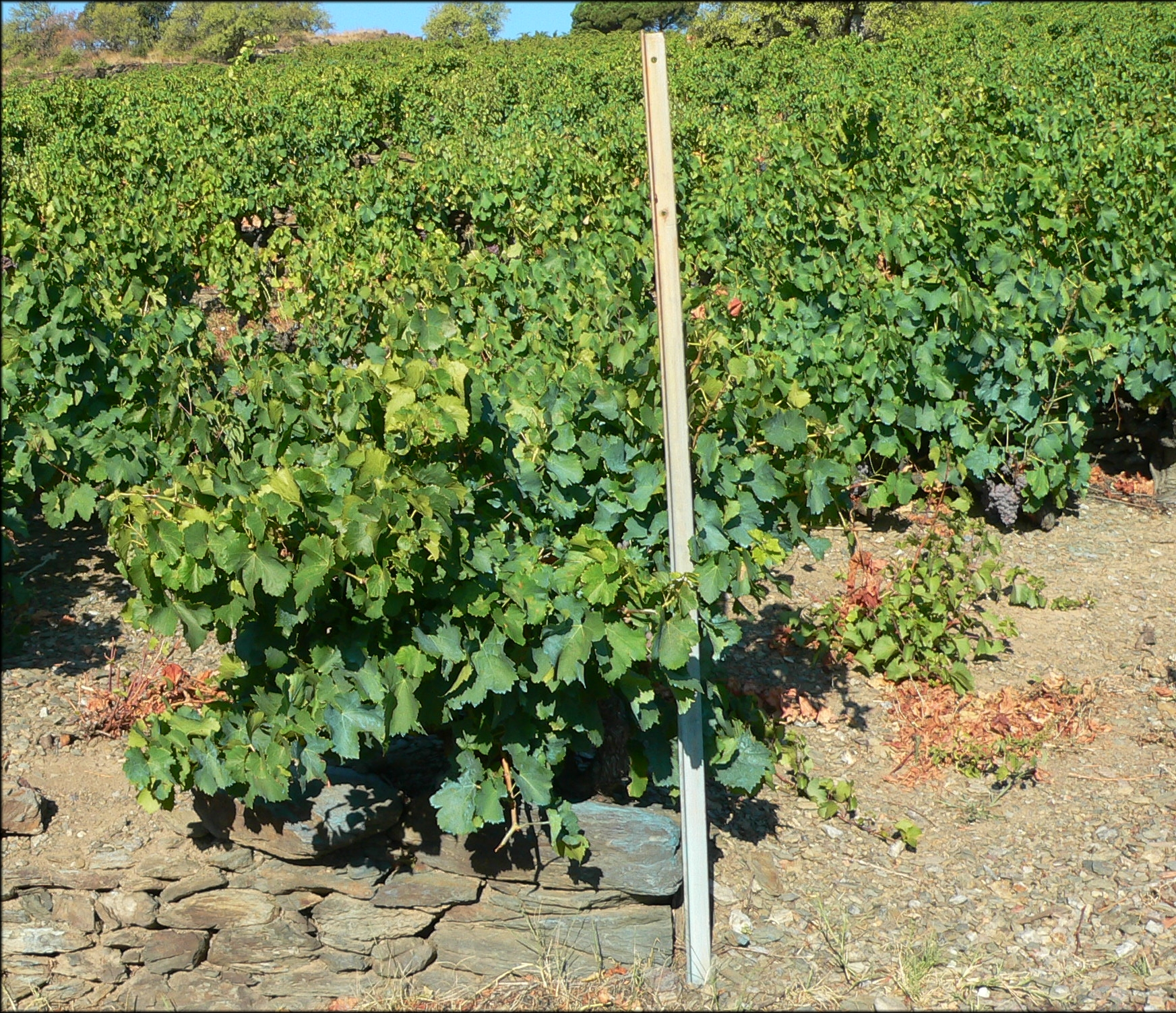
Vinyes de Banyuls sobre esquistos

La plana del Rosselló és l'equivalent simètric de l'altra banda de l'Albera, la plana de l'Empordà. És delimitada per la platja a l'est, la serra de l'Albera al sud, els Aspres i el Canigó a l'oest, i les Corberes al nord. Tres eixos paral·lels, de l'oest cap a l'est formen les tres valls principals de Catalunya Nord: l'Aglí al nord, el Tec al sud i la Tet entre els dos.
La plana presenta un aspecte accidentat, amb una successió de terrasses, pujols, depressions tancades i còrrecs, a conseqüència de l'erosió que ha omplert les depressions de materials pirinencs. Els sòls són pedregosos i poc fèrtils, alternant els sòls d'esquists, de gneis, de granits, de graves i de calcàries.
El clima és marcadament mediterrani: sec a l'estiu i màxim de pluges a la tardor i primavera, en forma de temporals violents i de ruixats que representen la meitat del total de precipitacions. La tramuntana és el vent dominant de la plana, provocant que la humitat no sigui elevada. Les precipitacions se situen entre 600 i 700 mm, repartits en 90 o 100 dies a l'any. Les temperatures mitjanes a Perpinyà són de 15,5 °C (7,7 °C el gener i 24 °C el juliol). La neu i les gelades són excepcionals a la plana.
La gran varietat de relleu, de sòls i de microclimes fa que cada terrer tingui les seves especificitats. Es poden distingir diferents àrees geogràfiques:
- La vall de l'Aglí, que des de la Fenolleda banya la conca nord del Rosselló, és l'àrea més septentrional, amb pujols escarpats, on es produeixen els vins de Maurí i els Costers del Rosselló Vilatges.
- La Salanca s'estén entre l'estany de Salses i la Tet. És una zona pantanosa d'al·luvions de l'Aglí i la Tet, on s'ha anat substituint la vinya per arbres fruiters i vergers.
- El Riberal del Tet, la part rica de la plana, segueix l'eix de la vall de la Tet. Les vinyes són en terrasses i pendents al nord de la Tet, a la muntanya de Força-ral. És l'àrea de les denominacions Ribesaltes, Moscat de Ribesaltes i Costers del Rosselló Vilatges.
- Els baixos Aspres, al sud del Riberal entre el Tec i la Tet, és una regió formada per altes terrasses, turons arrodonits i depressions tancades. Es fan vins dolços, moscats i Costers del Rosselló.
- Els Aspres, al peu del Canigó, són muntanyes esquitoses d'altes terrasses de sòls àcids. Les terrasses mitjanes de la vall de la Tet, formades de pedres erosionades del Canigó, són la part occidental dels Costers del Rosselló.
- El peu de l'Albera és una zona de turons, plans i congostos.
- La Marenda, o Costa Vermella, és la costa rocosa de l'Albera. El sòl és de roca esquistosa amb pendents abruptes transformats en terrasses estretes que es mantenen amb murs de pedra seca. Es produeix el vi de Cotlliure i de Banyuls.

## Denominacions d'origen

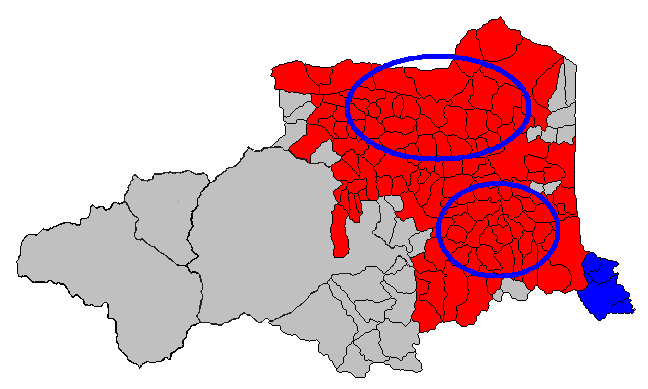
Vins secs:
AOC Costers del Rosselló.
AOC Cotlliure.
Superposats: AOC Costers del Rosselló Vilatges, al nord, i AOC Costers del Rosselló els Aspres, al sud.

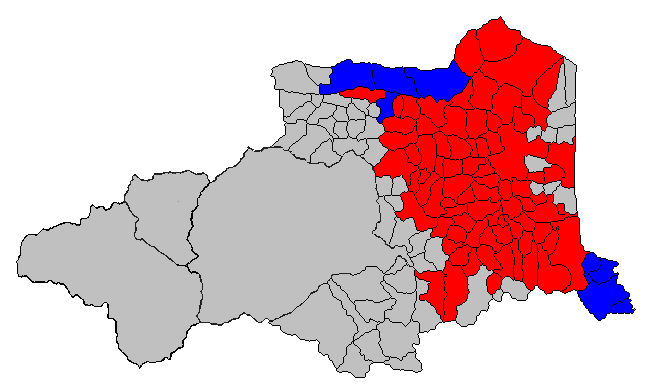
Vins dolços naturals:
(al nord) AOC Maurí.
AOC Ribesaltes.
(al sud) AOC Banyuls i AOC Banyuls Grand Cru.
Superposats: AOC Moscat de Ribesaltes i AOC Gran Rosselló.

Les denominacions d'origen del Rosselló (en francès Apellation d'Origine Contrôlée, AOC) es divideixen en vins secs i vins dolços naturals amb àrees superposades:
- Vins secs:
  - AOC Cotlliure, per l'àrea de la Marenda.
  - AOC Costers del Rosselló, denominació regional que se superposa amb denominacions més específiques:
    - AOC Costers del Rosselló els Aspres per la zona del sud-oest, i
    - AOC Costers del Rosselló Vilatges per la zona nord que alhora pot tenir denominacions comunals:
      - AOC Costers del Rosselló Vilatges Caramany
      - AOC Costers del Rosselló Vilatges l'Esquerda
      - AOC Costers del Rosselló Vilatges Talteüll
      - AOC Costers del Rosselló Vilatges la Tor de França
- Vins dolços naturals:
  - AOC Moscat de Ribesaltes i AOC Gran Rosselló, denominacions regionals per vins blancs i negres respectivament, que se superposen amb les altres.
  - AOC Banyuls i AOC Banyuls Grand Cru, per l'àrea de la Marenda. És l'única denominació francesa de vi dolç natural que té dret a la menció Grand Cru.
  - AOC Maurí, per la Fenolleda i Talteüll.
  - AOC Ribesaltes.

A més, en la categoria de vins del país:
- País d'Oc, és una denominació regional del Llenguadoc-Rosselló.
- Pirineus Oriental, és una denominació departamental.
- Costa Vermella i Costers catalans, són denominacions de zona, respectivament per la Marenda i la resta del departament.

Les dades de producció dels vins del Rosselló són:
| Classe de vi        | Denominació                                    | Superfície (hectàrees) | Volum   |
| ------------------- | ---------------------------------------------- | ---------------------- | ------- |
| Vi de taula         |                                                | 1.657                  | 93.566  |
| Vi del país         | Costers catalans                               | 6.833                  | 407.557 |
| Vi del país         | Costa Vermella                                 | 5                      | 328     |
| Vi del país         | Pirineus Orientals                             | 425                    | 24.061  |
| AOC Vi sec          | Cotlliure                                      | 558                    | 18.745  |
| AOC Vi sec          | Costers del Rosselló                           | 5.910                  | 231.924 |
| AOC Vi sec          | Costers del Rosselló els Aspres                | 56                     | 1.596   |
| AOC Vi sec          | Costers del Rosselló Vilatges                  | 1.577                  | 51.109  |
| AOC Vi sec          | Costers del Rosselló Vilatges Caramany         | 117                    | 4.252   |
| AOC Vi sec          | Costers del Rosselló Vilatges l'Esquerda       | 54                     | 2.226   |
| AOC Vi sec          | Costers del Rosselló Vilatges Talteüll         | 261                    | 10.219  |
| AOC Vi sec          | Costers del Rosselló Vilatges la Tor de França | 158                    | 4.784   |
| AOC Vi dolç natural | Banyuls                                        | 1.016                  | 19.611  |
| AOC Vi dolç natural | Banyuls Grand Cru                              | 232                    | 4.001   |
| AOC Vi dolç natural | Gran Rosselló                                  | 1.120                  | 30.622  |
| AOC Vi dolç natural | Maurí                                          | 608                    | 12.752  |
| AOC Vi dolç natural | Moscat de Ribesaltes                           | 5 936                  | 119.830 |
| AOC Vi dolç natural | Ribesaltes                                     | 4.891                  | 96.439  |

## Vinificació
Les varietats de raïm tradicionals al Rosselló són les garnatxes (blanca, negra i grisa o lledoner pelut), el macabeu i els moscatells (d'Alexandria, o romà, i de gra petit) dits moscats. La carinyena està en retrocés substituïda per varietats menys productives i de més qualitat. El torbat o malvasia del Rosselló, és avui testimonial encara que s'està recuperant amb ceps de l'Alguer. Són varietat millorants introduïdes als anys 1980 el sirà i la garnatxa tintera anomenada morvedre i abans mataró.
Generalment els vins secs són joves i fruitosos, però amb cupatge de sirà poden envellir. Els vins negres són generosos i els vins blancs, frescos i lleugers.
Els vins dolços naturals, a base principalment de garnatxa, es caracteritzen per la sobremaduració del raïm que dona una matèria rica en color, fruitosa i poc àcida, i posteriorment se segueix l'operació d'apagament dels vins muts. El vi de Maurí resulta més tànnic que el vi de Banyuls que, alhora, és més tànnic que la garnatxa de l'Empordà. Envelleixen bé en bótes de roure podent donar vins rancis.